# Faculté de sciences économiques de Rennes
 (février 2013).
Si vous disposez d'ouvrages ou d'articles de référence ou si vous connaissez des sites web de qualité traitant du thème abordé ici, merci de compléter l'article en donnant les références utiles à sa vérifiabilité et en les liant à la section « Notes et références ».
La faculté des sciences économiques de Rennes I officiellement UFR de sciences économiques regroupe les enseignements et recherches en lien avec les sciences économiques de l'Université de Rennes. Elle se situe place Hoche à Rennes, dans ce qui forme le campus centre. Le Doyen d'UFR actuel est Thierry Pénard qui succède à Éric Avenel.
L'UFR compte environ 2 800 étudiants et 92 enseignants et fait partie de laboratoires comme le CREM (Centre de recherche en économie et management) ou le CEREQ (Centre d'études et de recherches sur les qualifications) et la chaire européenne Jean Monnet.
Par extension, l'appellation désigne aussi le bâtiment, ancien domaine de l'Église, et qui jusqu'en 1967 hébergeait d'autres composantes de l'Université de Rennes.

## Faculté

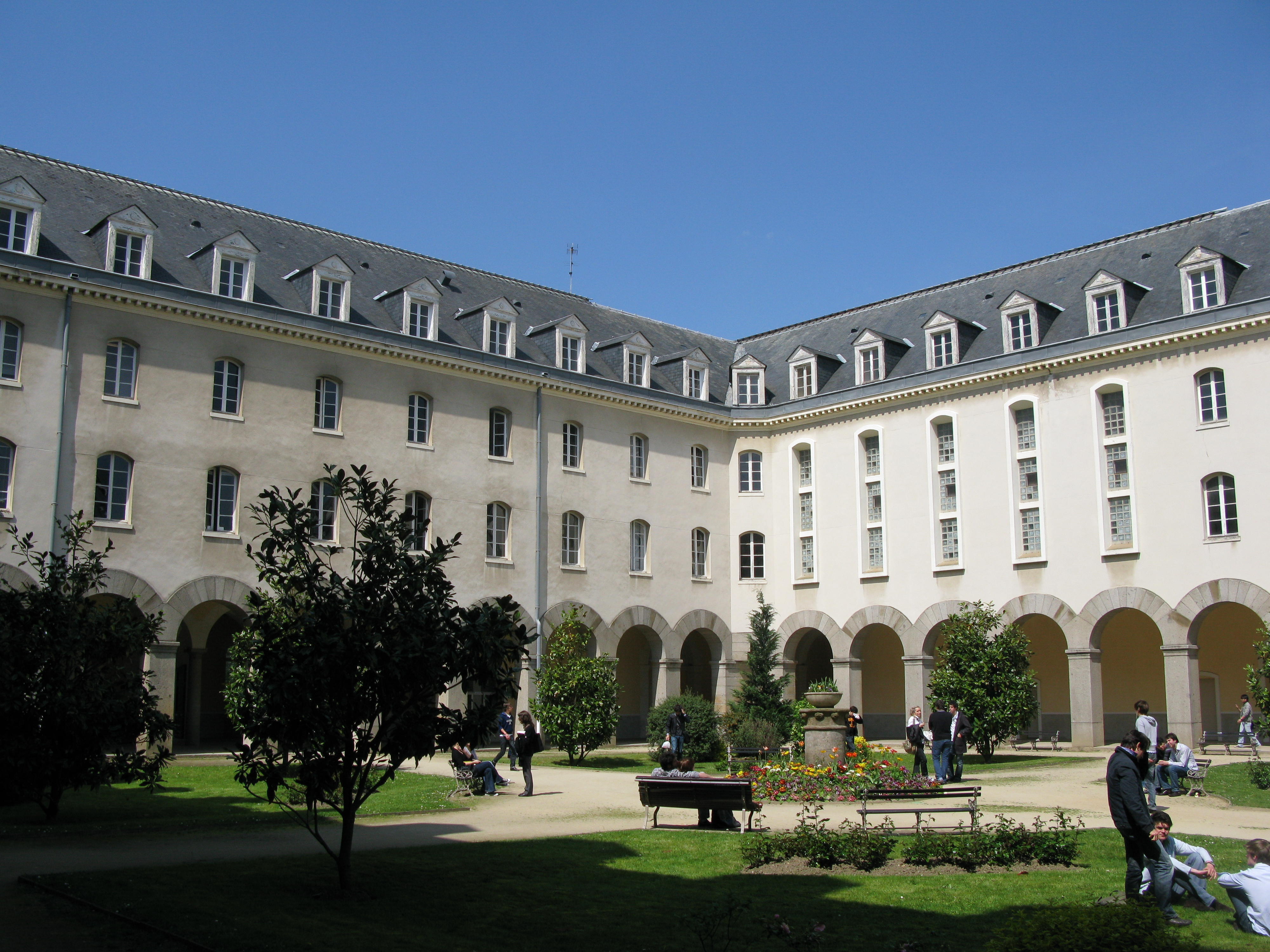
Actuels bâtiments de l'UFR

Les bâtiments actuels de la faculté regroupent l'UFR des Sciences Économiques, le CROUS de Bretagne et une bibliothèque universitaire, commune aux facultés de sciences économiques et de droit. Avant la création des deux universités de Rennes, le bâtiment hébergeait également la faculté de Lettres de Rennes depuis 1907 à la suite l'expulsion du séminaire. C'est en 1854 que l'architecte Henri Labrouste entrepris les plans de l'ancien bâtiment baptisé « le cloître ». Celui-ci était le séminaire du diocèse de Rennes jusqu'en 1907 où étaient formés les jeunes hommes voulant devenir prêtre.

## Formations

### Licences
- Licence économie-gestion: Licence généraliste en 3 ans qui offre une formation à double compétence en économie appliquée et gestion des entreprises et des administrations. La licence économie-gestion permet d’entrer en master (Bac +5) ou d’intégrer le monde professionnel à un niveau bac+3.
- Licence économie-gestion parcours section internationale : La Licence mention Économie et gestion, parcours Section internationale vise à former des étudiants qui désirent poursuivre leurs études et/ou leur parcours professionnel à l’international. La Section internationale est une filière sélective sur 3 ans où les cours fondamentaux en Économie sont dispensés en anglais.
- Licence MIASHS (Mathématiques et Informatique Appliques aux Sciences Humaines et Sociales) : Licence généraliste en trois ans qui forme des économistes statisticiens capables de construire et de traiter l'information économique de manière à leur permettre de contribuer à la prise de décision dans les entreprises et les collectivités. La licence mathématiques-économie permet d’entrer en master (Bac +5) ou d’intégrer le monde professionnel à un niveau bac +3.
- Licence professionnelle assurance-banque-finance chargé de clientèle particuliers : Elle est proposée en formation initiale par apprentissage dans l’objectif de former des professionnels en leur apportant à la fois les fondements de ce métier et l’autonomie dans sa mise en œuvre. Le référentiel de diplôme a été élaboré par une équipe mixte établissements bancaires-universitaires à partir du référentiel d’emploi des nouveaux métiers.

### Masters 1
- Master Monnaie, banque, finance, assurance
  - Parcours ingénierie économique et financière
  - Parcours finance d'entreprise
  - Parcours carrières bancaires
- Master Management de l'innovation
  - Parcours management de l'entreprise innovante
  - Parcours stratégies digitales et innovation numérique
- Master Gestion de production, logistique, achats
  - Parcours Gestion de production, logistique, achats
- Master Management des PME-PMI
  - Parcours Affaires internationales et PME
- Master Économie et management publics
  - Parcours Ingénierie, management et évaluation des politiques publiques
- Master Mathématiques appliquées, statistique
  - Parcours Mathématiques appliquées, statistique

### Masters 2
- Master 2 Monnaie, banque, finance, assurance
  - Parcours ingénierie économique et financière
  - Parcours finance data
  - Parcours finance d'entreprise
  - Parcours carrières bancaires
- Master 2 Management de l'innovation
  - Parcours management de l'entreprise innovante
  - Parcours stratégies digitales et innovation numérique
- Master 2 Gestion de production, logistique, achats
  - Parcours logistique
  - Parcours management de la mobilité durable
- Master Management des PME-PMI
  - Parcours Affaires internationales et PME
  - Parcours Affaires européennes et PME : Europe-Asie
- Master Économie et management publics
  - Parcours Ingénierie, management et évaluation des politiques publiques
  - Parcours international master in public finance
  - Parcours métiers de la formation en économie et gestion
- Master Économie sociale et solidaire
  - Parcours analyse de projets et développement durable
- Master Droit des affaires
  - Parcours Concurrence, consommation et droit de la propriété industrielle
- Master Mathématiques appliquées, statistique
  - Parcours Sciences des données, prédiction et prévision économiques
  - Parcours Évaluation et décisions publiques

## Personnalités liées
- Yann Le Meur, enseignant en finances locales, musicien et écrivain.